# Terry Kilburn
Terrance „Terry“ Kilburn (* 25. November 1926 in London) ist ein britischer Schauspieler, der seine Karriere als Kinderstar begann.

## Leben
Terry Kilburn wurde 1926 als einziges Kind von Alice und Tom Kilburn in London geboren. Sein Vater arbeitete als Busfahrer; seine Mutter war Hausfrau, die im Sommer eine Pension in Clacton-on-Sea betrieb. Bereits als kleiner Junge begann Terry Kilburn, berühmte Schauspieler wie Jean Harlow, Greta Garbo, Mae West, Charles Laughton oder Ronald Colman zu imitieren, und trat damit auf kleinen Bühnen auf. Die Agentin von Ralph Richardson bescheinigte Kilburn Talent und empfahl seinen Eltern, es in Hollywood zu versuchen, weshalb er 1937 mit seiner Mutter (der Vater kam im folgenden Jahr nach) in die Vereinigten Staaten zog. Nachdem ihnen das Geld fast ausgegangen war, erhielt er 1938 einen Vertrag bei Metro-Goldwyn-Mayer für eine Rolle in Lord Jeff neben Freddie Bartholomew und Mickey Rooney.
Noch im selben Jahr gelang ihm der Durchbruch als Tiny Tim in dem Weihnachtsfilm A Christmas Carol. Ein Jahr später spielte er in Sam Woods oscarprämiertem Lehrerdrama Auf Wiedersehen, Mr. Chips (1939) den Schüler John Colley und dessen Nachkommen Peter Colley I., Peter Colley II. und Peter Colley III., die die Titelfigur Mr. Chips, gespielt von Robert Donat, im Laufe der Jahre unterrichtet. Ebenfalls 1939 war er in Die Abenteuer des Sherlock Holmes mit Basil Rathbone in der Titelrolle als dessen Hausbursche Billy zu sehen. Anschließend sollte er nach den Plänen von MGM in mehreren Filmen als Sidekick von Mickey Rooney eingesetzt werden, doch ein pubertärer Wachstumsschub verhinderte das und MGM verlor etwas das Interesse an Kilburn. Dennoch drehte er weitere Filme und trat 1944 auch in MGMs Kleines Mädchen, großes Herz an der Seite von Rooney und Elizabeth Taylor auf.
Nach seinem Highschool-Abschluss studierte Kilburn Drama an der University of California (UCLA) und wandte sich verstärkt dem Theater zu. In den 1950er Jahren war er in einer Reihe von Fernsehproduktionen zu sehen und trat nunmehr als Terrance Kilburn am New Yorker Broadway auf, unter anderem in der Komödie Charleys Tante. Zwar wirkte er sporadisch noch in Filmen mit, darunter eine kleine Rolle in Stanley Kubricks Lolita von 1962, er widmete sich jedoch mehr und mehr dem Theater. Von 1970 bis zu seinem Ruhestand im Jahr 1994 war er Regisseur, Schauspieler und künstlerischer Leiter am zur Oakland University gehörenden Meadow Brook Theatre in Rochester, Michigan.
Mit seinem Partner, dem Schauspieler Charles Nolte, lebte er bis zu dessen Tod im Januar 2010 mehr als 50 Jahre zusammen. Heute lebt Kilburn in Minneapolis, Minnesota.

## Filmografie (Auswahl)
- 1938: Lord Jeff
- 1938: A Christmas Carol
- 1939: Auf Wiedersehen, Mr. Chips (Goodbye Mr. Chips)
- 1939: Andy Hardy Gets Spring Fever
- 1939: Musik fürs Leben (They Shall Have Music)
- 1939: Die Abenteuer des Sherlock Holmes (The Adventures of Sherlock Holmes)
- 1940: Die Insel der Verlorenen (Swiss Family Robinson)
- 1941: Mercy Island
- 1942: A Yank at Eton
- 1942: Gefundene Jahre (Random Harvest)
- 1944: Kleines Mädchen, großes Herz (National Velvet)
- 1946: Black Beauty
- 1947: Lied des Orients (Song of Scheherazade)
- 1947: Bulldog Drummond at Bay
- 1947: Bulldog Drummond Strikes Back
- 1948: Blutfehde (The Swordsman)
- 1949: Schicksal in Wien (The Red Danube)
- 1949: Lady Windermeres Fächer (The Fan)
- 1950: Tyrant of the Sea
- 1950: Liebe unter schwarzen Segeln (Fortunes of Captain Blood)
- 1951: Bis zum letzten Atemzug (Only the Valiant)
- 1953: Slaves of Babylon
- 1956: West Point (Fernsehserie, eine Folge)
- 1957: The New Adventures of Martin Kane (Fernsehserie, eine Folge)
- 1958: The New Adventures of Charlie Chan (Fernsehserie, eine Folge)
- 1958: Ungeheuer ohne Gesicht (Fiend Without a Face)
- 1962: Lolita
- 1969: Mini-Max (Get Smart) (Fernsehserie, eine Folge)